# Peceanivka, Dzerjînsk
Peceanivka (în ucraineană Печанівка) este localitatea de reședință a comunei Peceanivka din raionul Dzerjînsk, regiunea Jîtomîr, Ucraina.

## Demografie
Componența lingvistică a localității Peceanivka
     Ucraineană (97,81%)
     Rusă (2,03%)
     Alte limbi (0,08%)
Conform recensământului din 2001, majoritatea populației localității Peceanivka era vorbitoare de ucraineană (97,81%), existând în minoritate și vorbitori de rusă (2,03%).